# Galewice (plaats)
Galewice is een dorp in het Poolse woiwodschap Łódź, in het district Wieruszowski. De plaats maakt deel uit van de gemeente Galewice en telt ca. 1 200 inwoners.